# Minneapolis sound
El Minneapolis sound o sonido Minneapolis es un híbrido entre funk, rock, pop, R&B y new wave cuyo pionero fue Prince hacia finales de los años 70. Su popularidad creció durante los años 80, gracias a varios grupos que se adhirieron al sonido como The Time, Jimmy Jam and Terry Lewis, Morris Day, Vanity 6, Teena Marie, Apollonia 6, Ta Mara & the Seen, Sheila E., Jesse Johnson, Brownmark, Mazarati y The Family. 
De acuerdo a Rolling Stone Album Guide, "el Minneapolis sound... planeó sobre el R&B y pop de mediados de los ochenta, sin descontar la influencia sobre el electro, house y techno de las siguientes dos décadas."
El tercer álbum de Prince, Dirty Mind (1980), es una importante piedra de toque en el origen del género. Pepe Willie, quien llevó su personal estilo de música hasta Minneapolis desde Brooklyn, Nueva York, a mediados de los 70, está reconocido como el primero en hacer que Prince tocara en un estudio profesional junto a su grupo, 94 East.
Varios artistas que venían de Minnesota tomaron la influencia del sonido de Prince, así como otros de otras áreas del país o del mundo, como la estrella escocesa Sheena Easton, Ready for the World de Flint, Míchigan, Le Klass de Augusta, Georgia y Cherrelle de Los Ángeles, California. Este tipo de música es conocida también como un tipo de funk rock.

## Características básicas
Aunque el "Minneapolis sound" era un tipo de funk, tenía algunas características definitorias:
- Los sintetizadores solían sustituir a los vientos, y solían utilizar más como una forma de acentuar que como relleno o background.
- El ritmo solía ser más rápido y menos sincopado que el funk tradicional, y le debía mucho a la nueva corriente de new wave.
- Las guitarras, aunque normalmente (pero no siempre) se tocaban "limpias" en las partes rítmicas, solían sonar mucho más altas y agresivas en los solos que en el funk tradicional.
- El "soporte" del sonido estaba menos basado en el bajo que el funk tradicional, y la batería y los teclados servían mucho más de relleno.
- La percusión estaban más "procesadas" que en el funk tradicional.

## Lista de artistas asociados con el Minneapolis sound
- 94 East
- Apollonia 6
- Brownmark
- Ingrid Chavez
- Cherrelle
- Cinema
- André Cymone
- Da Krash
- Morris Day
- Dez Dickerson
- The Dug
- Sheila E.
- Sheena Easton
- The Family
- The Girls
- Girls Can't Help It
- The Human League (el disco Crash)
- Janet Jackson (los discos Control y Rhythm Nation 1814)
- Jimmy Jam and Terry Lewis
- Jesse Johnson y Jesse Johnson's Revue
- Le Klass
- Lipps Inc
- Mazarati
- Alexander O'Neal
- Prince
- St Paul
- Brian Q and the Q-Berts
- Ready for the World
- The Revolution
- Ta Mara and the Seen
- The Time
- Vanity 6
- Wendy & Lisa
- Brittian Scott
- Bruno Mars